# ماتئا بونجاک
ماتئا بونجاک (انگلیسی: Matea Bošnjak؛ زادهٔ ۲۱ دسامبر ۱۹۹۷) بازیکن فوتبال اهل آلمان است.
از باشگاه‌هایی که در آن بازی کرده‌است می‌توان به باشگاه فوتبال بایر ۰۴ لورکوزن اشاره کرد.
وی همچنین در تیم ملی فوتبال زنان کرواسی بازی کرده‌است.